# Вељка Храдна
Вељка Храдна (слч. Veľká Hradná) насељено је мјесто са административним статусом сеоске општине (слч. obec) у округу Тренчин, у Тренчинском крају, Словачка Република.

## Становништво
| Година:    | 1994. | 2004.   | 2014.   | 2024.    |
| ---------- | ----- | ------- | ------- | -------- |
| Број људи: | 688   | 656     | 698     | 772      |
| Разлика:   |       | -4,65 % | +6,40 % | +10,60 % |

| Година:    | 2023. | 2024.   |
| ---------- | ----- | ------- |
| Број људи: | 765   | 772     |
| Разлика:   |       | +0,91 % |

Према подацима о броју становника из 2024. године насеље је имало 772 становника.